# لوكا وارد
لوكا وارد (بالإيطالية: Luca Ward)‏ هو ممثل إيطالي، ولد في 31 يوليو 1960 في إيطاليا.

## وصلات خارجية
- لوكا وارد على موقع IMDb (الإنجليزية)
- لوكا وارد على موقع روتن توميتوز (الإنجليزية)
- لوكا وارد على موقع ألو سيني (الفرنسية)
- لوكا وارد على موقع ميوزك برينز (الإنجليزية)
- لوكا وارد على موقع ديسكوغز (الإنجليزية)
- لوكا وارد على موقع قاعدة بيانات الفيلم (الإنجليزية)
- لوكا وارد على موقع كينوبويسك (الروسية)
- لوكا وارد على موقع ANN person (الإنجليزية)